# Франсіс Кастельно
Франсіс Кастельно (фр. Francis de Laporte de Castelnau); повне ім'я — Франсуа Луї Номпар де Комон ЛаФорс, граф де Кастельно (фр. François Louis Nompar de Caumont La Force, comte de Castelnau) — французький мандрівник-натураліст.

## Біографія
Народився 25 грудня 1810 року у Лондоні. Був позашлюбним сином графині Меснар Баротьє. Вивчав природознавство у Парижі, доньки герцога де Ла Форс з роду Коммон. За деякими відомостями його батьком був принц-регент Георг Ганноверський. Був одним із засновників Ентомологічного товариства Франції.
З 1837 по 1841 роки здійснив наукову експедицію до Канади, де вивчав фауну озер і річок Верхньої і Нижньої Канади. У 1843 році король Луї-Філіпп I відправив Кастельно в наукову експедицію у Південну Америку. Мандрівка почалась у Ріо-де-Жанейро, йшла вздовж річок Амазонки, Ла-Плата і завершилась у Лімі. Експедиція тривала п'ять років.
Згодом Франсіс Кастельно служив французьким консулом у Баї (1848 рік), Сіамі (1848—1862) і Мельбурні (1864—1877).

## Вшанування
На честь Кастельно названо:
- вид жуків Nagelius castelnaudi
- вид скатів Atlantoraja castelnaui
- вид мормирових риб Pollimyrus castelnaui
- вид окунеподібних риб Opistognathus castelnaui
- вид геконів Oedura castelnaui
- вид колібрі Aglaeactis castelnaudii
- вид дятлів Picumnus castelnau